# Helge Perälä
Helge Perälä (Finlandia, 3 de junio de 1915-13 de febrero de 2010) fue un atleta finlandés especializado en la prueba de 10000 m, en la que consiguió ser subcampeón europeo en 1946.

## Carrera deportiva
En el Campeonato Europeo de Atletismo de 1946 ganó la medalla de plata en los 10000 metros, llegando a meta en un tiempo de 30:31.4 segundos, tras su paisano finlandés Viljo Heino (oro con 29:52.0 segundos) y por delante del húngaro András Csaplár.